# Matão (quilombo)
Matão é uma comunidade quilombola localizada no município de Mogeiro, no estado da Paraíba, no Brasil.
A comunidade Matão foi fundada por Manoel Rufino e o nome está relacionado à grande mata fechada que cobria a área quando os primeiros moradores ali chegaram. Atualmente, a comunidade é formada por uma população de 32 famílias, distribuidas em uma área de 214,0022 hectares. O território foi certificado como remanescente de quilombo (reminiscências históricas de antigos quilombos) em 2005, pela Fundação Cultural Palmares.

## Tombamento
O tombamento de quilombos é previsto pela Constituição Brasileira de 1988, bastando a certificação pela Fundação Cultural Palmares:
Art. 216. Constituem patrimônio cultural brasileiro os bens de natureza material e imaterial, tomados individualmente ou em conjunto, portadores de referência à identidade, à ação, à memória dos diferentes grupos formadores da sociedade brasileira [...]

§ 5º Ficam tombados todos os documentos e os sítios detentores de reminiscências históricas dos antigos quilombos.

## Situação territorial
A primeira parte das terras teve a posse dada à comunidade em 3 de dezembro de 2020, e uma segunda parte em 4 de agosto de 2021, sobrando apenas uma área de 10 hectares ainda por regularizar.

Povos Tradicionais ou Comunidades Tradicionais são grupos que possuem uma cultura diferenciada da cultura predominante local, que mantêm um modo de vida intimamente ligado ao meio ambiente natural em que vivem. Através de formas próprias: de organização social, do uso do território e dos recursos naturais (com relação de subsistência), sua reprodução sócio-cultural-religiosa utiliza conhecimentos transmitidos oralmente e na prática cotidiana.